# 小行星15820
小行星15820，也称作(15820) 1994 TB，是一颗柯伊伯带的海王星外天体。它与海王星成3:2的轨道共振，与冥王星类似。它在1994年10月2日由大卫·朱维特和Jun Chen在夏威夷莫纳克亚山天文台发现。